# Coma
Coma – polski zespół rockowy założony w czerwcu 1998 w Łodzi. Muzyka grupy inspirowana jest dokonaniami zespołów Illusion, Pearl Jam i Led Zeppelin.

## Historia
Zespół powstał w 1998 w Łodzi z inicjatywy gitarzysty Dominika Witczaka i perkusisty Tomasza Stasiaka, którzy wcześniej grali w grupie Ozoz. Wkrótce do zespołu dołączył basista Rafał Matuszak, a następnie gitarzysta Wojciech Grenda i wokalista Piotr Rogucki. W 2001 w wyniku nieporozumień z zespołu odszedł Wojciech Grenda, którego miejsce zajął Marcin Kobza. Skład początkowo nosił nazwę Voodoo Art, którą przed pierwszym wywiadem dla Radia Łódź zmienił na Coma. W nowym składzie grupa zadebiutowała singlem „Skaczemy/Pasażer”. W 2001 muzycy dotarli do ostatniego etapu przesłuchań do konkursu „Debiutów” w ramach 38. Krajowego Festiwalu Piosenki Polskiej w Opolu. Wystąpili w telewizyjnej reklamie chipsów „Lay’s”.
Pod koniec 2003 podpisali kontrakt z wytwórnią muzyczną BMG Poland, po czym rozpoczęli nagrania materiału na debiutancki album. Jeszcze przed jego wydaniem zyskali rozgłos na rynku, koncertując u boku Kazika, Sweet Noise, Acid Drinkers i T.Love. W 2004 wydali album pt. Pierwsze wyjście z mroku, za który w 2005 otrzymali statuetkę Fryderyka za album roku – rock. Również w 2004 zajęli pierwsze miejsce na Festiwalu Rockowym w Węgorzewie w 2004. W 2007 otrzymali Fryderyka dla zespołu roku i za album roku – rock/metal (za Zaprzepaszczone Siły Wielkiej Armii Świętych Znaków) oraz „Złotego Bączka”, nagrodę publiczności Przystanku Woodstock.
Jako jedyny łódzki zespół rockowy przez 20 tygodni nie opuszczał pierwszego miejsca na liście przebojów Radia Łódź. Trzykrotnie – 13 czerwca 2004, 4 czerwca 2006 i 25 stycznia 2009 – muzycy zagrali koncert na antenie Programu III PR. W lipcu 2006 wystąpili na 12. Przystanku Woodstock w Kostrzynie n. Odrą i na Tyskim festiwalu muzycznym im. Ryśka Riedla „Ku przestrodze”. 13 czerwca 2007 zagrali przed Linkin Park i Pearl Jam podczas ich koncertu na Stadionie Śląskim w Chorzowie, a 12 sierpnia 2007 wystąpili przed Toolem, Dir en grey i Fair to Midland na Metal Hammer Festivalu.
W czerwcu 2008 do zespołu dołączył perkusista Adam Marszałkowski, który zajął w składzie miejsce Tomasza Stasiaka. 10 listopada tego samego roku ukazał się trzeci album grupy pt. Hipertrofia, za który w 2009 otrzymali Fryderyka za album roku, ponadto odebrali nagrodę dla zespołu roku, a Piotr Rogucki – dla wokalisty roku. 9 grudnia 2009 w ramach trasy Hipertrofia Tour wystąpili w warszawskiej Arenie Ursynów, a zapis tego koncertu wydali 24 marca 2010 na albumie koncertowym pt. Live.
17 października 2011 wydali niezatytułowaną płytę, potocznie nazywaną Czerwonym albumem. Jesienią 2012 wyruszyli w ogólnopolską trasę koncertową „Ulubiony Numerek” z okazji 15-lecia działalności zespołu. W trakcie występów losowali wykonywane przez siebie utwory z dwóch kół losujących.
8 lutego 2013 wydali angielskojęzyczny odpowiednik Czerwonego albumu – Don’t Set Your Dogs On Me, który ukazał się w Polsce i Niemczech. 29 października tego samego roku wytwórnia Sony Music wydała dwupłytowe wznowienie pierwszych płyt Comy – Made in Poland: Pierwsze wyjście z mroku / Zaprzepaszczone siły wielkiej armii świętych znaków, za którego sprzedaż zespół otrzymał certyfikat platynowej płyty.
7 października 2016 muzycy wydali album pt. 2015 YU55, który dotarł do drugiego miejsca na polskiej liście sprzedaży – OLiS. Płytę promowali teledyskami do utworów: „Lipiec” i „W cwał”. W 2017 do zespołu dołączył Paweł Cieślak odpowiedzialny za elektronikę i syntezatory. 20 października tego samego roku muzycy wydali album pt. Metal Ballads vol. 1, który promowali teledyskami do utworów: „Lajki” i „Proste decyzje”. 15 marca 2019 wydali album pt. Sen o 7 szklankach zawierający interpretacje piosenek z filmów i programów dla dzieci. Płytę promowali teledyskiem do utworu „Pożegnanie z Bajką”. 1 września tego samego roku zapowiedzieli zawieszenie działalności, po czym zagrali trasę koncertową „Game Over”, którą zakończyli występem 17 grudnia 2019 w Łodzi.
Przed wyborami parlamentarnymi w 2023 zadeklarowali, że w przypadku przekroczenia 62% frekwencji zagrają kilka koncertów. W konsekwencji udziału w wyborach 74,4% uprawnionych do głosowania zespół wrócił na scenę, dając w 2024 łącznie siedem koncertów, które obejmowały występy kolejno na 30. Pol’and’Rock Festivalu w Czaplinku, Rockowizna Festiwalu w Gdańsku, Poznaniu i Krakowie oraz halowe koncerty w Warszawie, Wrocławiu i Katowicach.

## Dyskografia

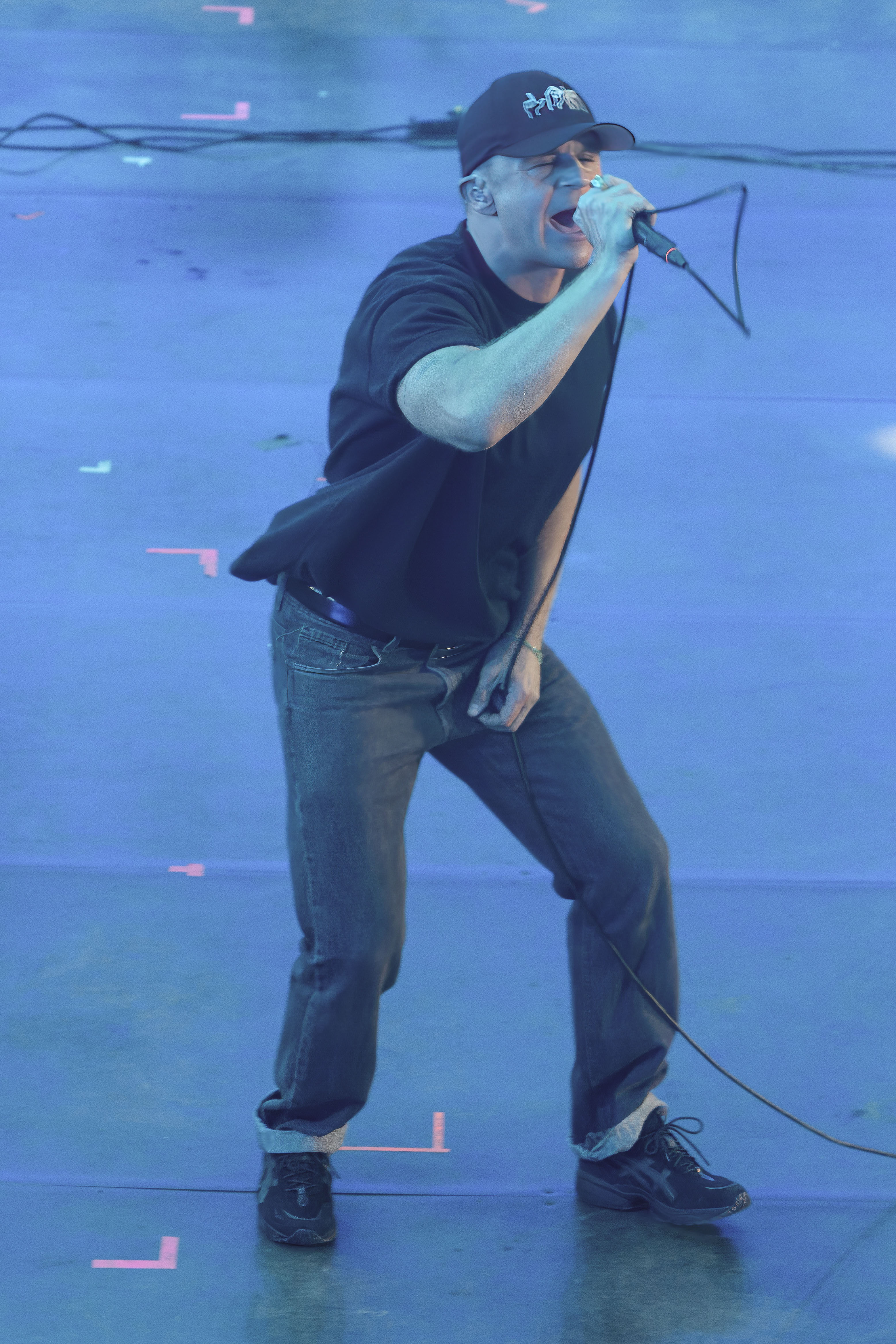
Piotr Rogucki podczas podczas 30 Pol’and’Rock Festival w 2024

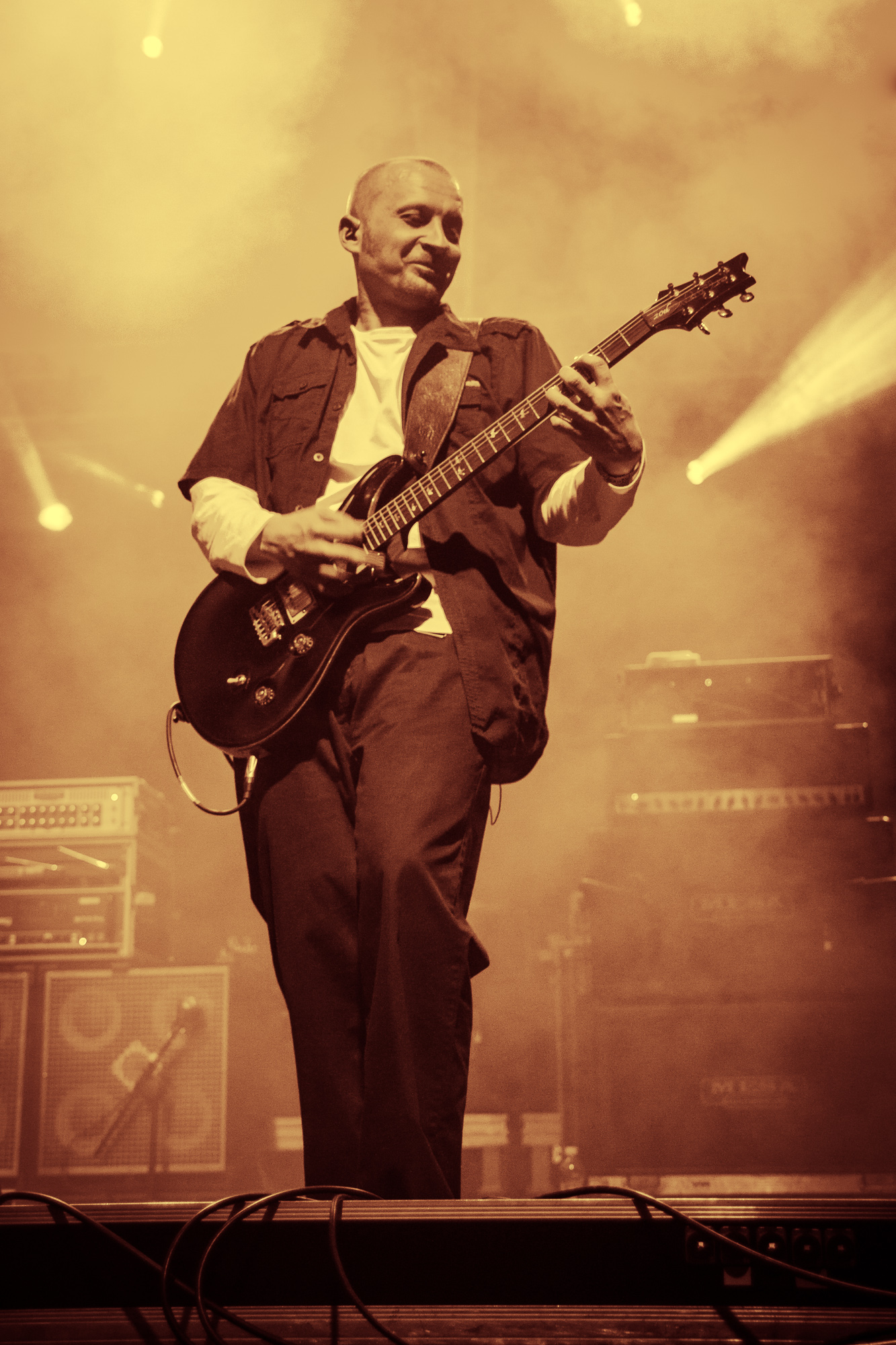
Marcin Kobza, gitarzysta zespołu Coma podczas Rocket Festiwal 2014 w Warszawie

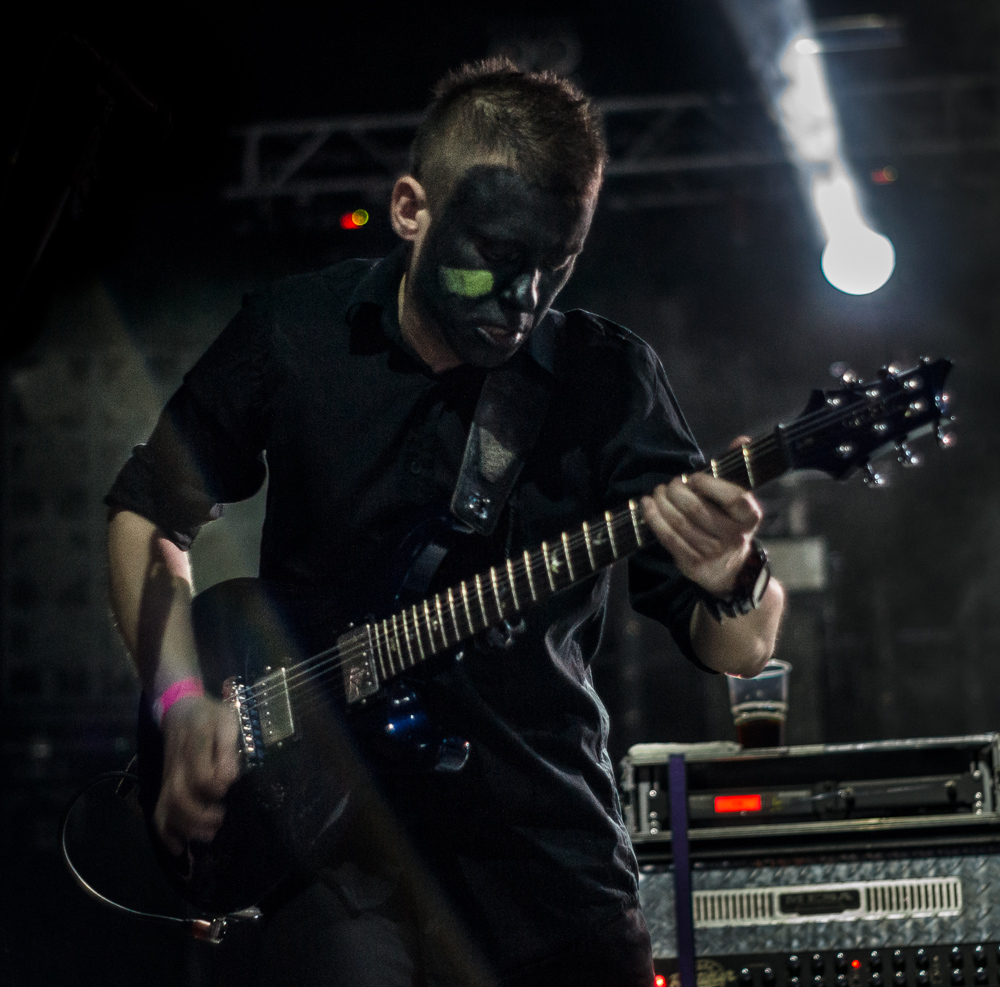
Dominik Witczak, gitarzysta zespołu Coma podczas Rocket Festiwal 2013 w Warszawie

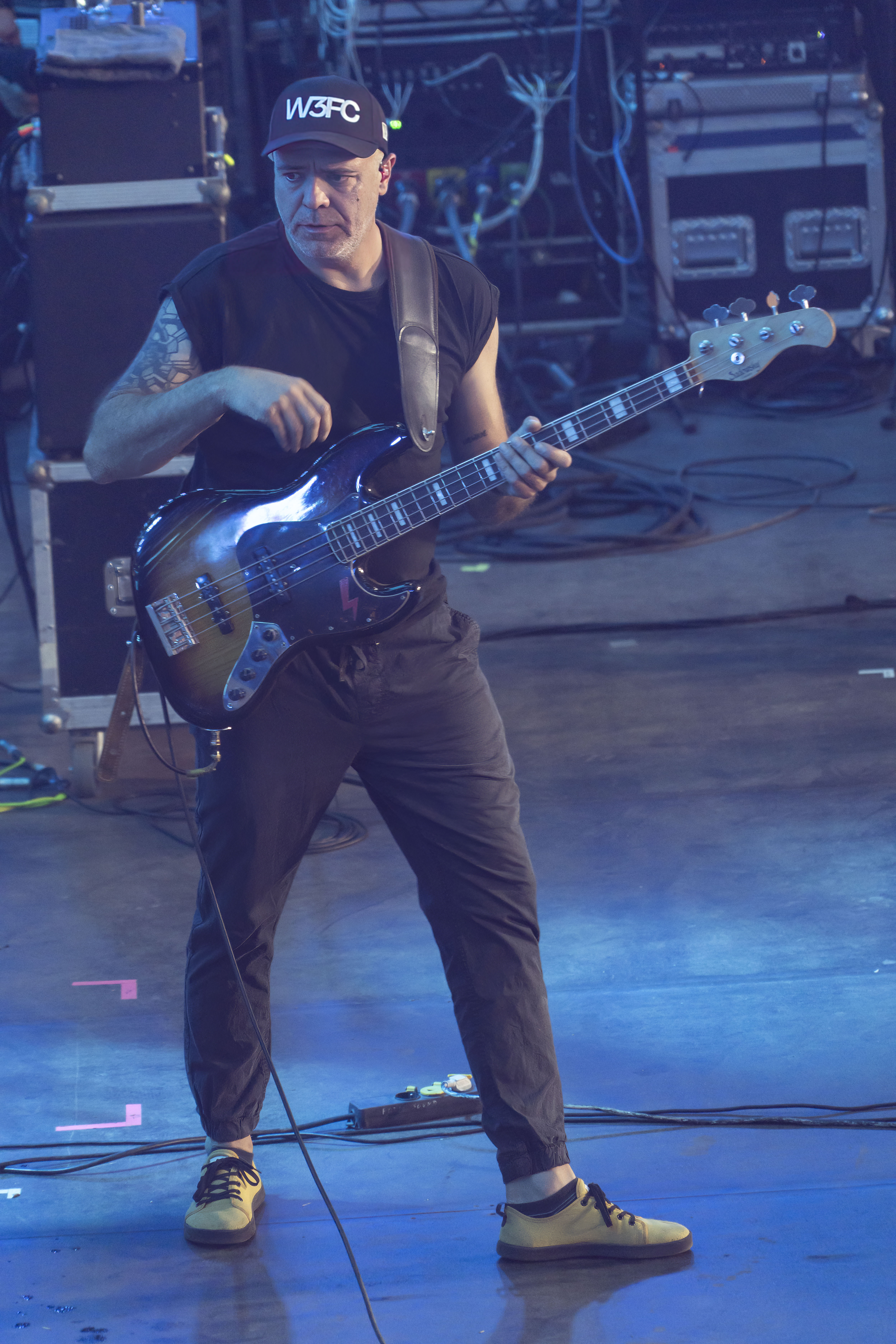
Rafał Matuszak, gitarzysta basowy zespołu Coma podczas 30 Pol’and’Rock Festival w 2024

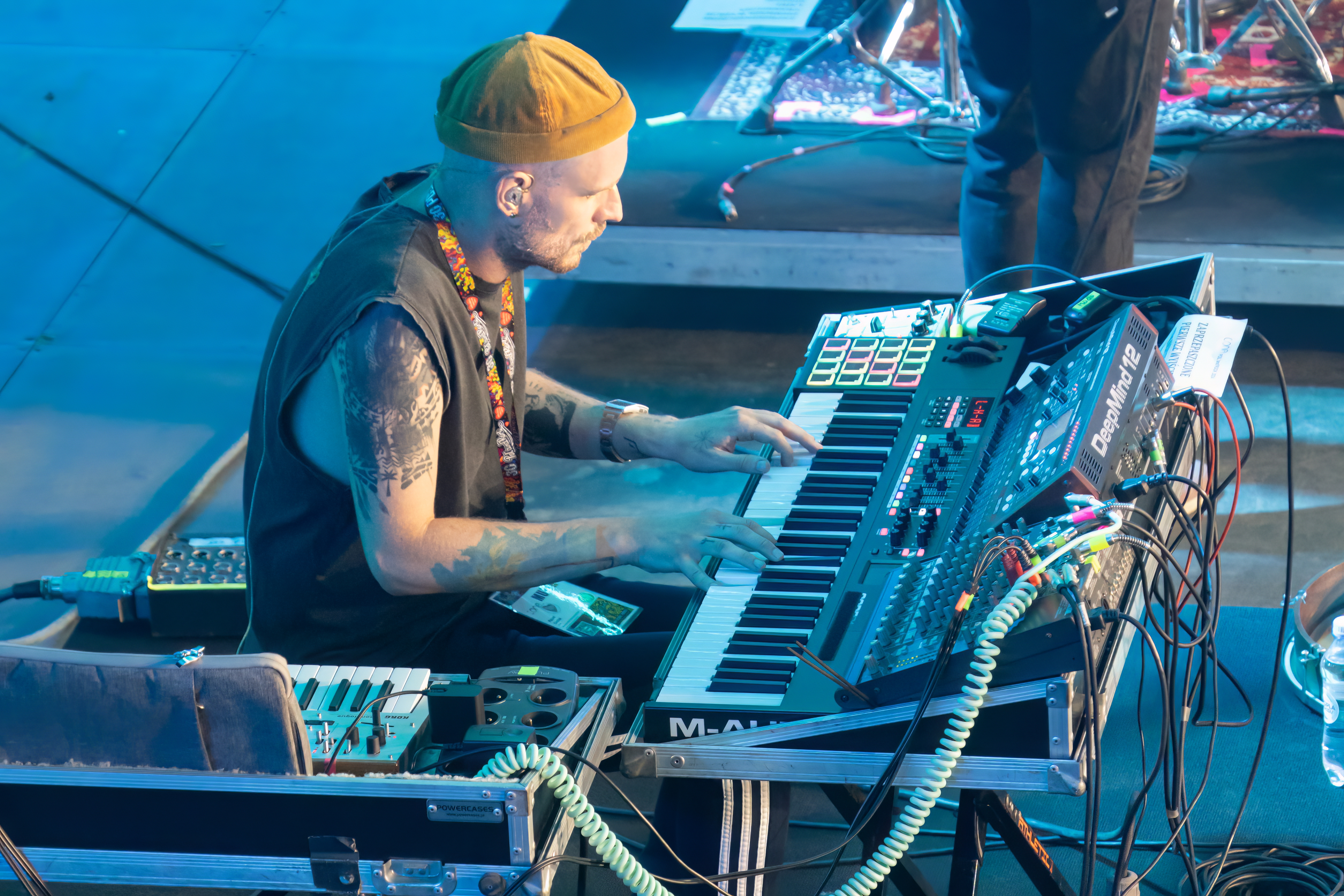
Paweł Cieślak, klawiszowiec zespołu Coma podczas 30 Pol’and’Rock Festival w 2024

### Albumy
Albumy studyjne
| Rok  | Album                                                                                        | Pozycja na liście | Sprzedaż       | Certyfikat             |
| Rok  | Album                                                                                        | POL               | Sprzedaż       | Certyfikat             |
| ---- | -------------------------------------------------------------------------------------------- | ----------------- | -------------- | ---------------------- |
| 2004 | Pierwsze wyjście z mroku - Data: 17 maja 2004 - Wydawca: BMG Poland                          | 7                 | - POL: 70 000+ | - POL: platynowa płyta |
| 2006 | Zaprzepaszczone siły wielkiej armii świętych znaków - Data: 29 maja 2006 - Wydawca: Sony BMG | 1                 | - POL: 15 000+ | - POL: złota płyta     |
| 2008 | Hipertrofia - Data: 10 listopada 2008 - Wydawca: Sony BMG                                    | 1                 | - POL: 30 000+ | - POL: platynowa płyta |
| 2010 | Excess - Data: 11 października 2010 - Wydawca: Mystic Production                             | 7                 |                |                        |
| 2011 | bez tytułu (tzw. „Czerwony album”) - Data: 17 października 2011 - Wydawca: Mystic Production | 1                 | - POL: 30 000+ | - POL: platynowa płyta |
| 2013 | Don’t Set Your Dogs On Me - Data: 8 lutego 2013 - Wydawca: earMusic/Edel/Mystic Production   | 6                 |                |                        |
| 2016 | 2005 YU55 - Data: 7 października 2016 - Wydawca: Mystic Production                           | 2                 |                |                        |
| 2017 | Metal Ballads vol. 1 - Data: 20 października 2017 - Wydawca: Mystic Production               | 3                 |                |                        |
| 2019 | Sen o 7 szklankach - Data: 15 marca 2019 - Wydawca: Mystic Production                        | 4                 |                |                        |

Albumy koncertowe
| Rok  | Album                                                                               | Pozycja na liście | Sprzedaż       | Certyfikat         |
| Rok  | Album                                                                               | POL               | Sprzedaż       | Certyfikat         |
| ---- | ----------------------------------------------------------------------------------- | ----------------- | -------------- | ------------------ |
| 2010 | Live - Data: 24 marca 2010 - Wydawca: Mystic Production                             | 2                 | - POL: 15 000+ | - POL: złota płyta |
| 2010 | Symfonicznie - Data: 1 października 2010 - Wydawca: Mystic Production               | 2                 | - POL: 15 000+ | - POL: złota płyta |
| 2015 | Przystanek Woodstock 2014 - Data: 16 kwietnia 2015 - Wydawca: Złoty Melon           | 3                 |                |                    |
| 2025 | Coma Live Pol’and’Rock Festival 2024 - Data: 20 czerwca 2025 - Wydawca: Złoty Melon | –                 |                |                    |

Albumy wideo
| Rok  | Album                                                                      | Sprzedaż       | Certyfikat                 |
| ---- | -------------------------------------------------------------------------- | -------------- | -------------------------- |
| 2010 | Live - Data: 24 marca 2010 - Wydawca: Mystic Production                    | - POL: 10 000+ | - POL: platynowa płyta DVD |
| 2014 | Pierwsze wyjście z mroku 2014 - Data: 3 listopada 2014 - Wydawca: Nu Plays |                |                            |

### Single
| 2000                                     | „Skaczemy / Pasażer”                        | –  | –  | –  |                                                     |
| 2004                                     | „Leszek Żukowski”                           | –  | 1  | –  | Pierwsze wyjście z mroku                            |
| 2004                                     | „Spadam”                                    | 6  | 4  | –  | Pierwsze wyjście z mroku                            |
| 2006                                     | „Daleka droga do domu”                      | 7  | 1  | –  | Zaprzepaszczone siły wielkiej armii świętych znaków |
| 2006                                     | „System”                                    | 10 | 11 | –  | Zaprzepaszczone siły wielkiej armii świętych znaków |
| 2006                                     | „Tonacja”                                   | 23 | 20 | –  | Zaprzepaszczone siły wielkiej armii świętych znaków |
| 2008                                     | „Zero osiem wojna”                          | 4  | 1  | –  | Hipertrofia                                         |
| 2009                                     | „Wola istnienia”                            | 5  | 1  | 14 | Hipertrofia                                         |
| 2009                                     | „Transfuzja”                                | 19 | 14 | –  | Hipertrofia                                         |
| 2010                                     | „F.T.M.O. (Feel the Music’s Over)”          | 19 | 13 | –  | Excess                                              |
| 2011                                     | „Na pół”                                    | 29 | 5  | –  | bez tytułu                                          |
| 2011                                     | „Los cebula i krokodyle łzy”                | 1  | 5  | –  | bez tytułu                                          |
| 2013                                     | „Song 4 Boys”                               | 30 | –  | –  | Don’t Set Your Dogs on Me                           |
| 2016                                     | „Lipiec”                                    | 15 | 46 | –  | 2005 YU55                                           |
| 2017                                     | „Lajki”                                     | 9  | –  | –  | Metal Ballads vol. 1                                |
| 2018                                     | „Proste decyzje”                            | 28 | –  | –  | Metal Ballads vol. 1                                |
| 2018                                     | „Odwołane”                                  | 30 | –  | –  | Metal Ballads vol. 1                                |
| 2019                                     | „Fantazja”                                  | 28 | –  | –  | Sen o 7 szklankach                                  |
| 2019                                     | „Wędrówka”                                  | 10 | –  | –  | Sen o 7 szklankach                                  |
| 2019                                     | „Pożegnanie z Bajką” (gośc. Ralph Kaminski) | 14 | –  | –  | Sen o 7 szklankach                                  |
| 2020                                     | „Snajper”                                   | –  | –  | –  | Metal Ballads vol. 1                                |
| „–” oznacza, że singel nie był notowany. |                                             |    |    |    |                                                     |

## Teledyski
| Rok  | Tytuł                                       | Reżyseria                     | Album                                               | Źródło |
| ---- | ------------------------------------------- | ----------------------------- | --------------------------------------------------- | ------ |
| 2001 | „Skaczemy”                                  | TOYA                          | Pierwsze wyjście z mroku                            | [ 50 ] |
| 2003 | „Chaos kontrolowany”                        | –                             | Pierwsze wyjście z mroku                            | [ 50 ] |
| 2004 | „Leszek Żukowski”                           | Tadeusz Śliwa                 | Pierwsze wyjście z mroku                            | [ 51 ] |
| 2004 | „Spadam”                                    | Tadeusz Śliwa                 | Pierwsze wyjście z mroku                            | [ 50 ] |
| 2005 | „Czas globalnej niepogody”                  | Bartek Piotrowski             | Pierwsze wyjście z mroku                            | [ 52 ] |
| 2006 | „Daleka droga do domu”                      | Bartek Piotrowski             | Zaprzepaszczone siły wielkiej armii świętych znaków | [ 50 ] |
| 2006 | „System”                                    | Bartek Piotrowski             | Zaprzepaszczone siły wielkiej armii świętych znaków | [ 53 ] |
| 2008 | „Zero osiem wojna”                          | Maciej Sterło-Orlicki         | Hipertrofia                                         | [ 54 ] |
| 2009 | „Transfuzja”                                | –                             | Hipertrofia                                         | [ 50 ] |
| 2010 | „Zamęt”                                     | –                             | Symfonicznie                                        | [ 55 ] |
| 2010 | „F.T.M.O.”                                  | Mania Studio, Mateusz Winkiel | Excess                                              | [ 56 ] |
| 2011 | „Na pół”                                    | Mania Studio, Mateusz Winkiel | bez tytułu                                          | [ 57 ] |
| 2012 | „Los cebula i krokodyle łzy”                | Mania Studio, Mateusz Winkiel | bez tytułu                                          | [ 58 ] |
| 2012 | „Deszczowa piosenka”                        | Mania Studio, Mateusz Winkiel | bez tytułu                                          | [ 59 ] |
| 2013 | „Song 4 Boys”                               | –                             | Don’t Set Your Dogs On Me                           | [ 60 ] |
| 2016 | „Lipiec”                                    | Zosia Zija, Jacek Pióro       | 2005 YU55                                           | [ 61 ] |
| 2017 | „W cwał”                                    | Tomasz Bergmann               | 2005 YU55                                           | [ 62 ] |
| 2017 | „Lajki”                                     | Dominika Podczaska            | Metal Ballads vol. 1                                | [ 63 ] |
| 2018 | „Proste decyzje”                            | Tadeusz Śliwa                 | Metal Ballads vol. 1                                | [ 64 ] |
| 2019 | „Pożegnanie z Bajką” (gośc. Ralph Kaminski) | Iwona Bielecka                | Sen o 7 szklankach                                  | [ 65 ] |

## Nagrody i wyróżnienia
| Rok  | Kategoria                                                                   | Nagroda                 | Uwagi       | Źródło        |
| ---- | --------------------------------------------------------------------------- | ----------------------- | ----------- | ------------- |
| 2004 | Album Roku Rock (Pierwsze wyjście z mroku)                                  | Fryderyki 2004          | Nagroda     | [ 66 ]        |
| 2004 | Nowa Twarz Fonografii                                                       | Fryderyki 2004          | Nominacja   | [ 66 ]        |
| 2004 | Grupa Roku                                                                  | Fryderyki 2004          | Nominacja   | [ 66 ]        |
| 2004 | Wokalista Roku (Piotr Rogucki)                                              | Fryderyki 2004          | Nominacja   | [ 66 ]        |
| 2006 | Album Roku Rock/Metal (Zaprzepaszczone siły wielkiej armii świętych znaków) | Fryderyki 2006          | Nagroda     | [ 67 ]        |
| 2006 | Grupa Roku                                                                  | Fryderyki 2006          | Nagroda     | [ 67 ]        |
| 2006 | Wokalista Roku (Piotr Rogucki)                                              | Fryderyki 2006          | Nominacja   | [ 67 ]        |
| 2007 | Płyta roku 2006 (Zaprzepaszczone siły wielkiej armii świętych znaków)       | Plebiscyt Rockmetal.pl  | 8. miejsce  | [ 68 ]        |
| 2007 | New Sounds of Europe                                                        | MTV Europe Music Awards | Nominacja   | [ 69 ]        |
| 2007 | –                                                                           | Złoty Bączek            | Nagroda     | [ 70 ]        |
| 2008 | Album roku – rock/blues                                                     | PAM Awards 2008         | Nagroda     | [ 71 ] [ 72 ] |
| 2009 | Produkcja Muzyczna Roku (Hipertrofia)                                       | Fryderyki 2009          | Nominacja   | [ 73 ]        |
| 2009 | Wydawnictwo Specjalne – Najlepsza Oprawa Graficzna (Hipertrofia)            | Fryderyki 2009          | Nominacja   | [ 73 ]        |
| 2009 | Album Roku Rock (Hipertrofia)                                               | Fryderyki 2009          | Nagroda     | [ 73 ]        |
| 2009 | Grupa Roku                                                                  | Fryderyki 2009          | Nagroda     | [ 73 ]        |
| 2009 | Wideoklip Roku („Zero osiem wojna”)                                         | Fryderyki 2009          | Nominacja   | [ 73 ]        |
| 2009 | Wokalista Roku (Piotr Rogucki)                                              | Fryderyki 2009          | Nagroda     | [ 73 ]        |
| 2009 | Rockowy hit roku Polska („Zero osiem wojna”)                                | Eska Music Awards 2009  | Nagroda     | [ 74 ]        |
| 2009 | Płyta roku 2008 (Hipertrofia)                                               | Plebiscyt Rockmetal.pl  | 5. miejsce  | [ 75 ]        |
| 2012 | Album roku rock (Bez tytułu)                                                | Fryderyki 2012          | Nagroda     | [ 76 ]        |
| 2012 | Produkcja muzyczna roku (Bez tytułu)                                        | Fryderyki 2012          | Nominacja   | [ 77 ]        |
| 2012 | Grupa roku                                                                  | Fryderyki 2012          | Nominacja   | [ 77 ]        |
| 2012 | Płyta roku 2011 (Bez tytułu)                                                | Plebiscyt Rockmetal.pl  | 10. miejsce | [ 78 ]        |
| 2018 | Album roku rock (Metal Ballads Vol. 1)                                      | Fryderyki 2018          | Nominacja   |               |